# Збродовский
Збродовский — посёлок в Суворовском районе Тульской области России. 
В рамках административно-территориального устройства входит в Балевскую сельскую территорию Суворовского района, в рамках организации местного самоуправления входит в Северо-Западное сельское поселение.

## География
Расположен в 78 км к западу от центра города Тулы и в 8 км к северо-западу от центра города Суворов.

## Население
| 2002 | 2010 |
| ---- | ---- |
| 201  | ↘190 |